# Liechtenstein op de Olympische Zomerspelen 1988
Liechtenstein nam deel aan de Olympische Zomerspelen 1988 in Seoul, Zuid-Korea. 

## Deelnemers en resultaten

### Atletiek
| Olympiër       | Discipline      | Resultaat | Prestatie              |
| -------------- | --------------- | --------- | ---------------------- |
| Markus Büchel  | 100m (m)        | 93e       | serie 2: 8ste in 11,21 |
| Markus Büchel  | 200m (m)        | 55e       | serie 1: 7de in 22,02  |
|                |                 |           |                        |
| Yvonne Hasler  | 200m (v)        | 44e       | serie 6: 6de in 24,91  |
| Manuela Marxer | 100m horden (v) | 32e       | serie 5: 6de in 14,38  |

### Judo
| Olympiër          | Discipline | Resultaat | Prestatie |
| ----------------- | ---------- | --------- | --- |
| Daniel Brunhart   | -60kg (m)  | 20e       | 1ste ronde: vrij 2de ronde: V van GBR Eckersley: ippon                                                                             |
| Johannes Wohlwend | -71kg (m)  | 7e        | 1ste ronde: vrij 2de ronde: V van GDR Loll: ippon herkansingen: W van ANG N'Dombassy: yuko herkansingen 2: V van FRG Stranz: ippon |
| Magnus Büchel     | -78kg (m)  | 20e       | 1ste ronde: vrij 2de ronde: V van HKG Lam: ippon                                                                                   |
| Arnold Frick      | -86kg (m)  | 33e       | 1ste ronde: V van SEN Diabone: ippon                                                                                               |

### Paardensport
| Olympiër        | Discipline     | Resultaat      | Prestatie                              |
| Springconcours  | Springconcours | Springconcours | Springconcours                         |
| --------------- | -------------- | -------------- | -------------------------------------- |
| Thomas Batliner | individueel    | 43e            | kwalificatie: 43ste met 62 strafpunten |

### Schietsport
| Olympiër       | Discipline          | Resultaat | Prestatie                          |
| -------------- | ------------------- | --------- | ---------------------------------- |
| Gilbert Kaiser | 10m luchtgeweer (m) | 42e       | kwalificatie: 42ste met 574 punten |

### Wielersport
| Olympiër      | Discipline                    | Resultaat | Prestatie                     |
| Baan          | Baan                          | Baan      | Baan                          |
| ------------- | ----------------------------- | --------- | ----------------------------- |
| Peter Hermann | tijdrit (m)                   | 21e       | 1.08,999                      |
| Peter Hermann | puntenkoers (m)               | 25e       | serie 1: 13de met 9 punten    |
| Patrick Matt  | individuele achtervolging (m) | 18e       | kwalificatie: 18de in 4.57,47 |
| Weg           |                               |           |                               |
| Peter Hermann | wegwedstrijd (m)              | 54e       | 4:32.56                       |
| Patrick Matt  | wegwedstrijd (m)              | DNF       | niet gefinisht                |
|               |                               |           |                               |
| Yvonne Elkuch | wegwedstrijd (v)              | 17e       | 2:00.52                       |

Afghanistan · Algerije · Amerikaanse Maagdeneilanden · Amerikaans-Samoa · Andorra · Angola · Antigua en Barbuda · Argentinië · Aruba · Australië · Bahama’s · Bahrein · Bangladesh · Barbados · België · Belize · Benin · Bermuda · Bhutan · Birma · Bolivia · Bondsrepubliek Duitsland · Botswana · Brazilië · Britse Maagdeneilanden · Brunei · Bulgarije · Burkina Faso · Canada · Centraal-Afrikaanse Republiek · Chili · China · Chinees Taipei · Colombia · Congo-Brazzaville · Cookeilanden · Costa Rica · Cyprus · Denemarken · Djibouti · Dominicaanse Republiek · Duitse Democratische Republiek · Ecuador · Egypte · El Salvador · Equatoriaal-Guinea · Fiji · Filipijnen · Finland · Frankrijk · Gabon · Gambia · Ghana · Grenada · Griekenland · Groot-Brittannië · Guam · Guatemala · Guinee · Guyana · Haïti · Honduras · Hongarije · Hongkong · Ierland · IJsland · India · Indonesië · Irak · Iran · Israël · Italië · Ivoorkust · Jamaica · Japan · Joegoslavië · Jordanië · Kaaimaneilanden · Kameroen · Kenia · Koeweit · Laos · Lesotho · Libanon · Liberia · Libië · Liechtenstein · Luxemburg · Malawi · Malediven · Maleisië · Mali · Malta · Marokko · Mauritanië · Mauritius · Mexico · Monaco · Mongolië · Mozambique · Nederland · Nederlandse Antillen · Nepal · Nieuw-Zeeland · Niger · Nigeria · Noord-Jemen · Noorwegen · Oeganda · Oman · Oostenrijk · Pakistan · Panama · Papoea-Nieuw-Guinea · Paraguay · Peru · Polen · Portugal · Puerto Rico · Qatar · Roemenië · Rwanda · Saint Vincent en de Grenadines · Salomonseilanden · Samoa · San Marino · Saoedi-Arabië · Senegal · Sierra Leone · Singapore · Soedan · Somalië · Sovjet-Unie · Spanje · Sri Lanka · Suriname · Swaziland · Syrië · Tanzania · Thailand · Togo · Tonga · Trinidad en Tobago · Tsjaad · Tsjecho-Slowakije · Tunesië · Turkije · Uruguay · Vanuatu · Venezuela · Verenigde Arabische Emiraten · Verenigde Staten · Vietnam · Zaïre · Zambia · Zimbabwe · Zuid-Jemen · Zuid-Korea · Zweden · Zwitserland